# Marcus Julius Philippus
Marcus Julius Philippus (tiếng Latinh: Marcus Julius Philippus Augustus; 204-249), còn được gọi là Philippus I hay Philip người Ả Rập trong tiếng Anh, là một hoàng đế La Mã, trị vì từ năm 244 đến năm 249.
Philippus trở thành vệ binh dưới triều hoàng đế Alexandros Severus, một người Syria. Ở La Mã cổ người vệ binh dược xem là những người bạn trung thành với hoàng đế.

## Thời niên thiếu
Có rất ít thông tin về cuộc sống của Philippus lúc trẻ và sự nghiệp chính trị. Ông sinh ra ở Shahba,cách khoảng 55 dặm về phía đông nam của Damascus, thuộc vùng Trachonitis, ở tỉnh Ả rập của La Mã . Philip có biệt danh "Ả Rập" bởi vì ông đã có gia đình là những người có nguồn gốc từ bán đảo Ả Rập, và là người được cho là hậu duệ xa của gia đình Baleed uy tín của Aleppo. Philippus là con trai của một Marinus Julius, một công dân La Mã địa phương, có thể có vai trò quan trọng. Nhiều sử gia đồng ý rằng ông là người gốc Ả Rập và đã đạt được danh hiệu công dân La Mã thông qua cha mình, một người có ảnh hưởng đáng kể. Nhiều người dân từ các tỉnh đã mang tên La Mã sau khi có được quyền công dân. Điều này làm cho việc truy tìm dòng máu Ả Rập của ông gặp khó khăn.
Tên người mẹ của Philippus là không rõ, nhưng các nguồn tham khảo cho biết người anh trai, Gaius Julius Priscus, một thành viên của lực lượng cận vệ hoàng gia dưới thời Gordianus III (238-244). Năm 234, Philip kết hôn với Marcia Otacilia Severa, con gái của một Thống đốc La Mã. Họ có hai con: một con trai tên là Marcus Julius Philippus Severus (Philippus II)  vào năm 238 và theo bằng chứng tiền xu, họ có một con gái tên là Julia Severa hoặc Severina, mà nguồn cổ La Mã không đề cập đến.
Philippus đã trở thành một thành viên của lực lượng cận vệ hoàng gia trong thời cai trị của hoàng đế Alexander Severus, một người Syria.